# Nevel'skij rajon (Oblast' di Pskov)
Il Nevel'skij rajon (in russo Невельский район?) è un rajon dell'Oblast' di Pskov, nella Russia europea; il capoluogo è Nevel'. Istituito nel 1927, ricopre una superficie di 2.689,9 chilometri quadrati e nel 2010 ospitava una popolazione di circa 26.500 abitanti.